# Valencijský vodní tribunál

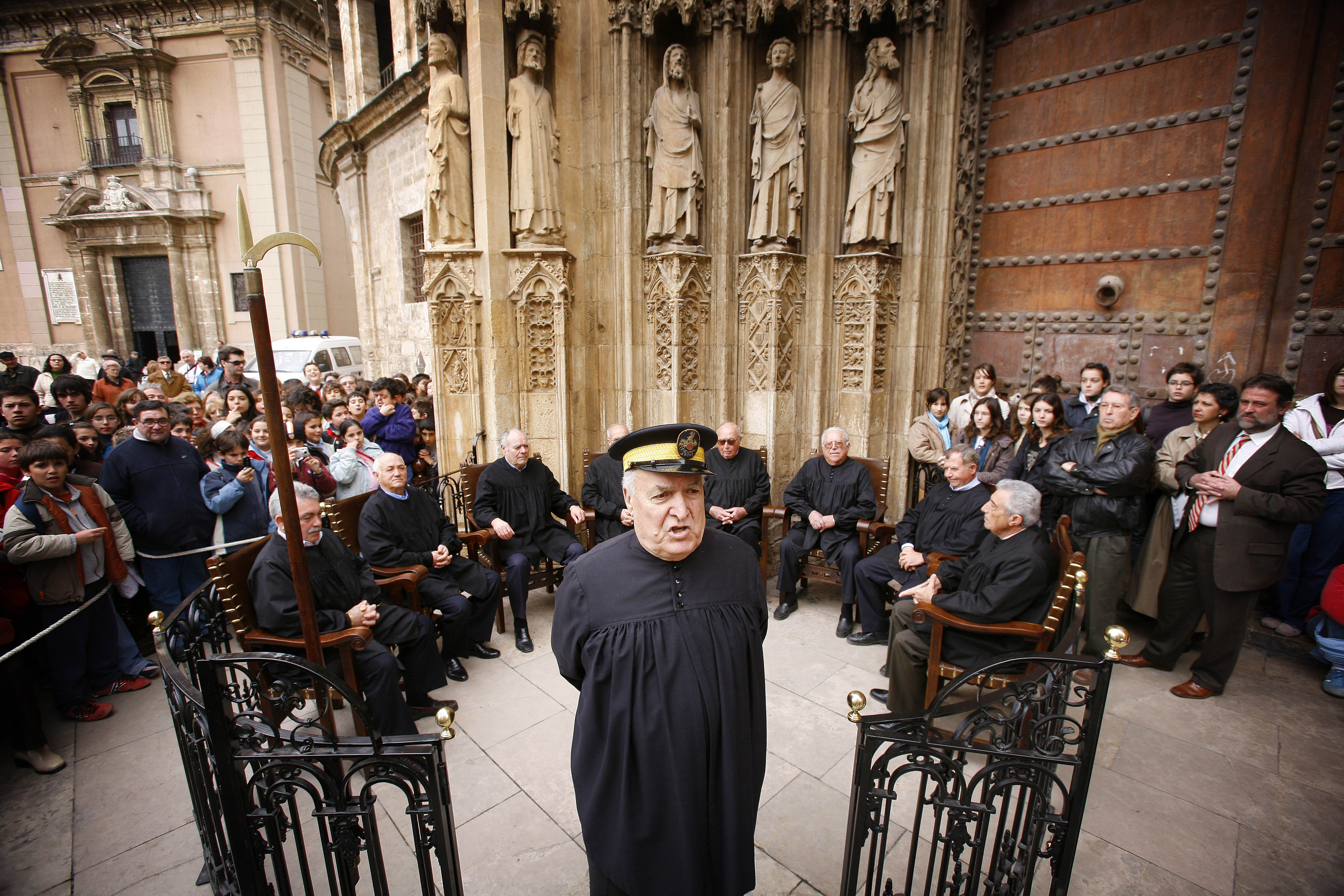
Jednání valencijského vodního tribunálu

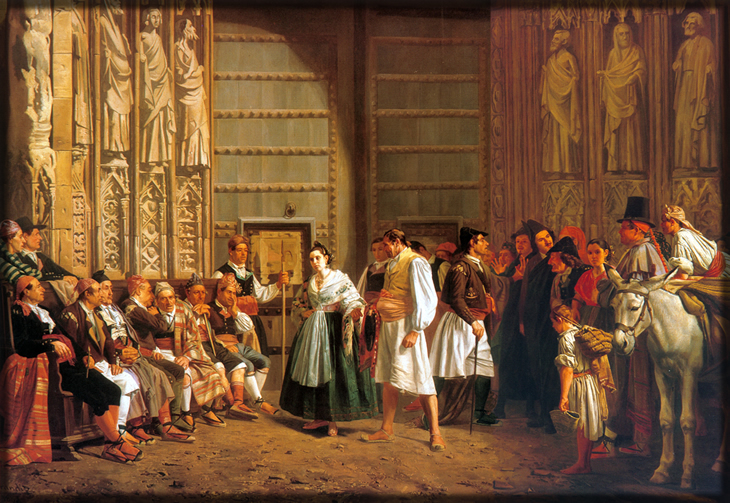
Obraz Tribunal de les Aigües od Bernarda Ferrándize, 1865

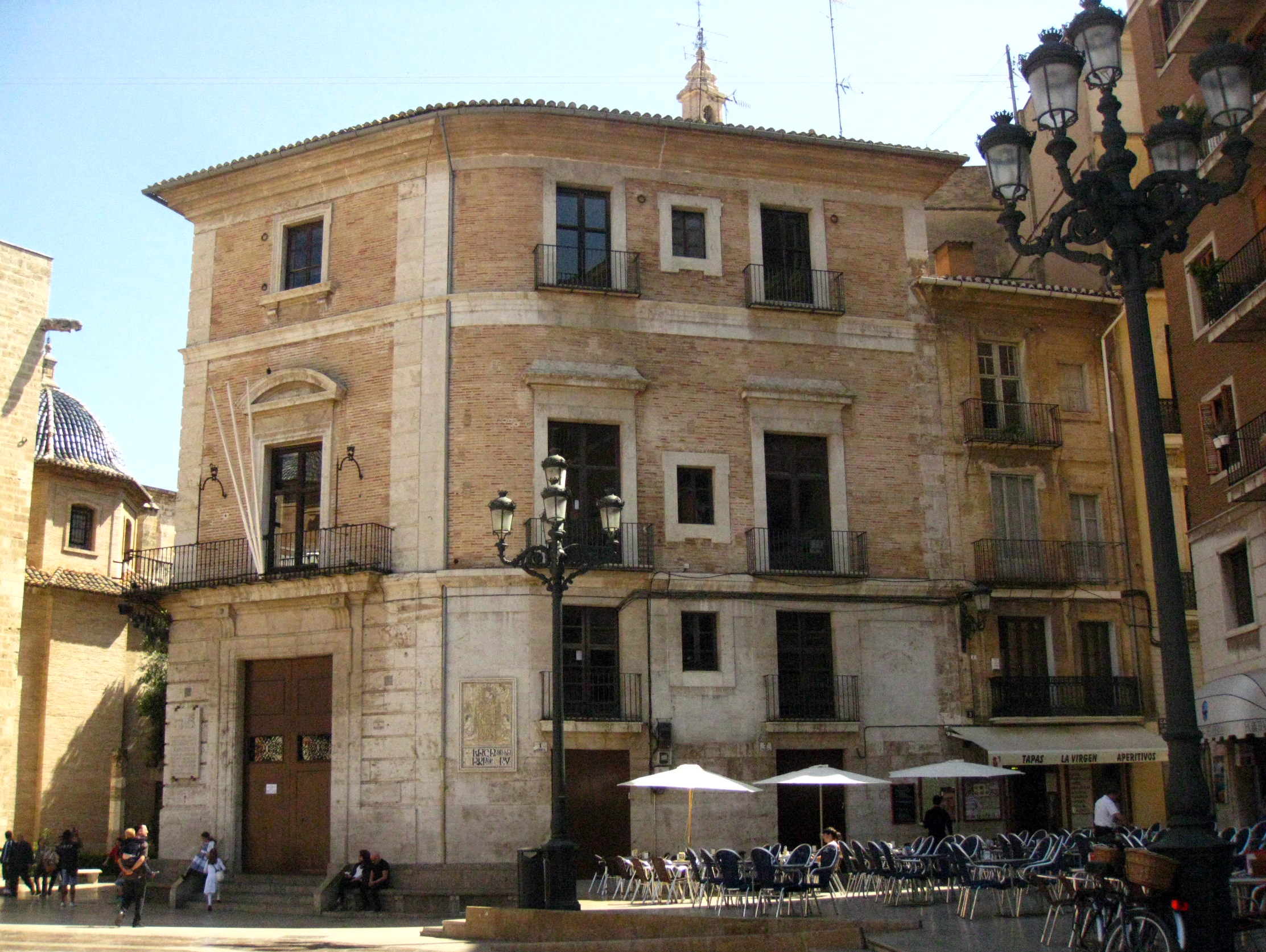
Casa Vestuario

Valencijský vodní tribunál (valencijsky Tribunal de les Aigües de València) je soudní orgán řešící spory mezi zemědělci ohledně vody na zavlažování a využívání vodních kanálů v určitých oblastech historického regionu Horta de València (těsné okolí města Valencie). Někdy se uvádí jakožto nejdéle fungující demokratická instituce v Evropě. V roce 2009 byl spolu s radou moudrých mužů murcijské pláně zařazen mezi nehmotné dědictví UNESCO.
Tribunál má velmi dlouhou tradici, založen byl již v 10. století v období islámské nadvlády nad Pyrenejským poloostrovem, konkrétně během vlády chalífů Abd ar-Rahmána III. a Al-Hakama II.

## Řízení před tribunálem
Soud se skládá z devíti zástupců, přičemž každý je z jednoho předem daného území. Tento zástupce se nazývá sínidic. Z řad síndiců se každé dva roky volí předseda soudu. Tribunál se schází každý čtvrtek (vyjma týdnů, kdy je ve čtvrtek státní svátek, v tomto případě se schází ve středu) v budově Casa Vestuario na náměstí Plaça de la Mare de Déu ve Valencii, přičemž administrativní záležitosti (jako rozdělování vody mezi zemědělce) se řeší uvnitř budovy, zatímco spory se projednávají venku na náměstí, před vstupem do katedrály.
Soudní řízení probíhá poměrně rychle a pouze ústně, přičemž se nezapisuje a ani se o něm nevedou záznamy. Soudní řízení začíná tím, že soudní vykonavatel (po pověření prezidentem) zvolá frázi „Denunciants de la séquia de...!“ („Stěžovatelé od zavložovacího kanálu...!“). Žalobce poté vysvětlí svůj problém tribunálu, obžalovaný na to posléze reaguje a odpovídá na otázky soudu. Pokud je obžalovaný shledán vinným, trestu mu udělí síndic z jeho území, podle stanov zavlažovacích společenství (Ordenances de la pròpia Comunitat de Regants). Proti rozhodnutí tribunálu se není možné odvolat. Jednacím jazykem tribunálu je valencijština.